# Soustava CGS
Soustava CGS (systém CGS, z centimetr-gram-sekunda, též absolutní systém (soustava) jednotek) představuje starší systém jednotek, používaný v letech 1874–1889. Pro různé obory existovaly různé modifikace této soustavy. Systém CGS byl v roce 1889 nahrazen soustavou MKS (metr-kilogram-sekunda), která byla roku 1960 nahrazena soustavou SI. Dnes se běžně nepoužívá; výhodné zůstává jeho použití v teoretické fyzice.